# Масайский лев
Масайский лев, или восточноафриканский лев (лат. Panthera leo nubica), — подвид льва, обитающий в Восточной Африке.

## Описание
Оскар Рудольф Нойман впервые описал льва масайского подвида как животное с менее круглой мордой, с длинными ногами и менее гибкой спиной, чем у других подвидов. Самцы имеют умеренные пучки волос на коленных суставах, а их гривы выглядят так, будто зачесаны назад.
Самцы масайского льва достигают в длину 2,5—3 м, включая хвост. Самки обычно меньше: у них длина тела составляет 2,3—2,6 м. Масса самца достигает 150—230 кг, а самки 100—165 кг. Высота в холке и у львыов, и у львиц составляет 90—115 см.
У самцов масайских львов наблюдается широкий диапазон типов гривы. Рост ее напрямую зависит от возраста: у пожилых самцов грива более широкая, чем у особей младшего возраста; гривы растут до достижения возраста 4-5 лет, затем львы достигают половой зрелости. У самцов, обитающих на высоте более 800 метров, гривы массивнее, чем у живущих в теплых и влажных низменностях восточной и северной Кении: там у самцов грива куда более скудная, если она вообще есть.

## Ареал
Ареал масайского льва — в Восточной Африке, он простирается от Эфиопии и Кении до Танзании и Мозамбика. Данный подвид является относительно распространенным и хорошо защищенным на больших охраняемых территориях, таких как национальный парк Серенгети.